# Mussaenda dolichocarpa
Mussaenda dolichocarpa är en måreväxtart som först beskrevs av Carl Karl Adolf Georg Lauterbach och Karl Moritz Schumann, och fick sitt nu gällande namn av Karl Rechinger. Mussaenda dolichocarpa ingår i släktet Mussaenda och familjen måreväxter. Inga underarter finns listade i Catalogue of Life.